# Alchemilla prasina
Alchemilla prasina es una especie de planta del género Alchemilla, perteneciente a la familia Rosaceae.

## Taxonomía
Alchemilla prasina fue descrita por Serguéi Yuzepchuk en 1954.

## Distribución
Se encuentra en el territorio central de la parte europea de Rusia.